# 弗雷德里克·查爾斯·倫納德
弗雷德里克·查爾斯·倫納德（Frederick Charles Leonard，1896年3月12日—1960年6月23日）是加州大學洛杉磯分校（UCLA）的天文學家，並且是加州大學洛杉磯分校天文系的創辦人。他於1918年在芝加哥大學獲得天文學的學位，並在1921年從加利福尼亞大學柏克萊分校獲得天文學的博士學位。在1923年，他創立了隕石研究學會，這是第一個隕石學會。在1933年他擔任了第一屆的理事長，並在未來的25年中編輯學會的學報。學會在1962年設立倫納德獎章，做為對隕石科學和相關領域有傑出貢獻者的最高獎勵。